# 사브리나 세트루어
사브리나 세트루어(Sabrina Setlur, 1974년 1월 10일 ~ )는 독일의 래퍼, 작곡가, 배우이다. 과거 활동명은 슈베스터 S.(Schwester S)였다.

## 음반 목록
- S ist soweit (1995)
- Die neue S-Klasse (1997)
- Aus der Sicht und mit den Worten von... (1999)
- Sabs (2003)
- Rot (2007)